# Kinatræ
Kinatræer (Cinchona) er en slægt af træer i Krap-familien.
Cinchona er opkaldt (af Linné) efter en grevinde af Chinchón (spansk by) som var vicedronning (gemalinde) i Peru, og som angiveligt af barken fra træet blev kureret for feber (malaria).
Det danske navn kommer via navnet quina på quechua og har intet at gøre med det store asiatiske land; træerne kommer fra Sydamerika.
Af barken (kinabark) fra flere arter, især Cinchona officinalis, udvindes kinin, som førhen blev brugt til behandling af malaria.